# For Honor (singolo)
For Honor è un singolo del rapper italiano MadMan pubblicato il 16 febbraio 2017 da Tanta Roba in collaborazione con Ubisoft. Il singolo prende il nome dall'omonimo videogioco della Ubisoft For Honor.

## Tracce
1. For Honor (prod. PK) – 2:41